# Swell
Gli Swell sono un gruppo musicale alternative rock fondato a San Francisco, in California nel 1989, dal cantante/chitarrista David Freel e dal batterista Sean Kirkpatrick. Il suono del gruppo affonda le sue radici in un blues fortemente influenzato dall'alternative rock statunitense di fine anni ottanta, e ha come tratto distintivo la voce nasale di Freel.

## Storia del gruppo
Ai due membri fondatori Freel e Kirkpatrick si unirono un secondo chitarrista, John Dettman e il bassista Monte Vallier. Con questa formazione la band registrò nell'aprile 1990 l'omonimo disco di debutto autoproducendolo con la propria etichetta Psycho Specific. Il loro primo concerto live è di agosto dello stesso anno come gruppo di supporto per i Mazzy Star all'I-Beam di San Francisco.
Il gruppo proseguì il tour in California e nel febbraio del 1992 pubblicò il secondo album: ...Well?. Subito dopo l'uscita del disco Dettman lasciò la band e fu sostituito da Tom Hays in tempo per registrare il terzo disco, 41, stavolta prodotto dalla Def American Records che si occupò anche di ripubblicare il precedente ...Well? garantendogli una migliore distribuzione. Negli anni successivi la formazione continuò a cambiare, attorno al nucleo originale formato da Freel e Kirkpatrick pubblicando nel 1997 Too Many Days Without Thinking e nel 1998 For All the Beautiful People. Everybody Wants to Know, pubblicato nella primavera 2001 fu di fatto l'esordio solista di Freel (unico membro della band originale rimasto nel gruppo) anche se pubblicato sempre a nome della band.
Per Whenever you're ready del 2003 tornò in formazione Kirkpatrick che però non seguì la band nel successivo tour in Europa, che nel 2004 vide il gruppo esibirsi in Belgio, Paesi Bassi, Danimarca, Spagna (Primavera Sound Festival) e Francia. Ad affiancare Freel c'erano invece Mat Mathews alla batteria, Greg Baldzikowski (chitarra e tastiere) e Doran Bastin (basso).
Dopo tre anni di silenzio Freel registrò nel 2007 "South of the rain and the snow" affiancato dal batterista ex-QOSTA Nick Lucero. L'album fu pubblicato nuovamente dall'etichetta di Freel Psycho Specific Music assieme a The lost album, raccolta di rarità del periodo 1995 - 1997.
Dopo questa doppia registrazione Freel abbandonò il nome della band per pubblicare nel 2009 il suo primo disco solista, Be My Weapon.

## Discografia

### Swell
- 1990 - Swell (pSycho-sPecific)
- 1993 - ...Well? (Def American)
- 1994 - 41 (Def American)
- 1997 - Too Many Days Without Thinking (Beggars Banquet)
- 1998 - For All the Beautiful People (Beggars Banquet)
- 2000 - Feed (Beggars Banquet)
- 2001 - Everybody Wants to Know (Beggars Banquet)
- 2003 - Bastards and Rarities 1989-1994 (compilation) (Badman Recording Co)
- 2003 - Whenever You're Ready (Beggars Banquet/Badman Recording Co)
- 2007 - South of the Rain and Snow (pSychosPecificMusic/Talitres)
- 2007 - The Lost Album (compilation) (pSychosPecificMusic/Talitres)

### David Freel
- Be My Weapon (2009) pSychosPecificMusic